# Akos Holéczy
Akos Holéczy (* 2. Juli 1943 in Budapest; † 19. Januar 2016) war ein Schweizer Musiker mit ungarischer Abstammung.

## Leben
Seine ersten musikalischen Erfahrungen sammelte er in Budapest in der Big-Band seines Vaters Ákos Holéczy. Die Mutter, Stefi Ákos war eine klassisch diplomierte Jazz-Sängerin.
Die Jazzmusik wurde von der damaligen kommunistischen, ungarischen Regierung kaum geduldet. Dies führte dazu, dass Holéczy auf seiner ersten Konzerttour in den Westen die Möglichkeit genutzt hat in der Schweiz um politisches Asyl zu bitten und diese dann auch erhalten hat. Er trat fortlaufend mit seinem eigenen Quartett/Quintett in Clubs und Discos auf, bis er in 1977 das Saxophon-Lehrdiplom und in 1979 in der Konzertklasse bei Iwan Roth das Konzertreife-Diplom mit der Auszeichnung Summa cum laude an der Musik-Akademie der Stadt Basel erlangte.
Er wurde Basler Bürger und als langjähriger Saxophonlehrer an der JMS Leimental, an der JMS Arlesheim und an der JMS Binningen/Bottmingen tätig (1975–2001).
Regelmässig spielte Akos weiterhin in der DRS-Bigband Zürich unter Hans Moeckel und Peter Jacques als Baritonsaxophonist mit. Als „akkreditierter Zuzüger“ unter vielen, international bekannten und namhaften Dirigenten Konzerte mit dem Sinfonieorchester Basel und das Tonhalle-Orchester Zürich. Teilnahme an der Fernosttour unter Dirigent Hiroshi Wakasugi in Singapur, Hong Kong und Japan. In Italien – unter Dirigent Christoph Eschenbach – u. a. in der Arena di Verona als Solist in der Boléro von Maurice Ravel. Mit dem Hessischen Rundfunk-Sinfonieorchester als Solist in der Eurovision – Aufzeichnung von Mussorgsky: Bilder einer Ausstellung an der Alten Oper in Frankfurt, sowie Mitwirkung auf Konzerten und Aufnahmen im Sendesaal u. a. unter Dirigent Péter Eötvös. Von 1975 bis 1983 Leiter der Big Band der Stadtmusik Basel.
Akos führte abwechslungsreiche Projekte und Konzerte mit Gospel-, Kirchenchöre, diverse Rock-, Pop-, Fusion-, Worldmusic-, Blues-, Funk- und Soulbands. Er spielte zusammen mit Dennis Armitage, Charles Tolliver, Ann Malcolm, Toots Thielemans, Remo Rau, Glenn Ferris, Kurt Weil, Roman Dyląg, Thomas Schauffert, Jimmy & The Rackets, Béla Szakcsi Lakatos, Robert Szakcsi Lakatos, 1980 spielte mit Thomas Moeckel auf seiner CD "Centrifuge". Akos wirkte in verschiedenen Theaterproduktionen im Stadttheater Basel wie z. B. Romeo und Julia von Prokofjew, in Lulu (Oper) von Alban Berg mit der Sinfonieorchester Basel unter Dirigent Friedrich Cerha mit, aber auch bei der Aufführung von Bühnenwerken wie z. B. Musical Cabaret beim Opernhaus Zürich als Lead-Saxophonist.
Mit Victor Burghardt 's Saxophon Kollektiv „Europort“ in den USA am Swiss Institut in New York und Swiss Embassy in Washington.

## Diskographie
- 2007: Destinations, Hungaroton
- Saxophon-Kollektiv Europort: Divertimento
- Stage Four Band: That’s Entertainment!